# Lumbarda
Lumbarda (italienisch Lombarda) ist eine Gemeinde in der Gespanschaft Dubrovnik-Neretva in Kroatien. Lumbarda hat 1213 Einwohner (Volkszählung 2011) und liegt auf der Insel Korčula. Aus den in Lumbarda wachsenden Weinreben wird der Weißwein „Grk“ hergestellt. 

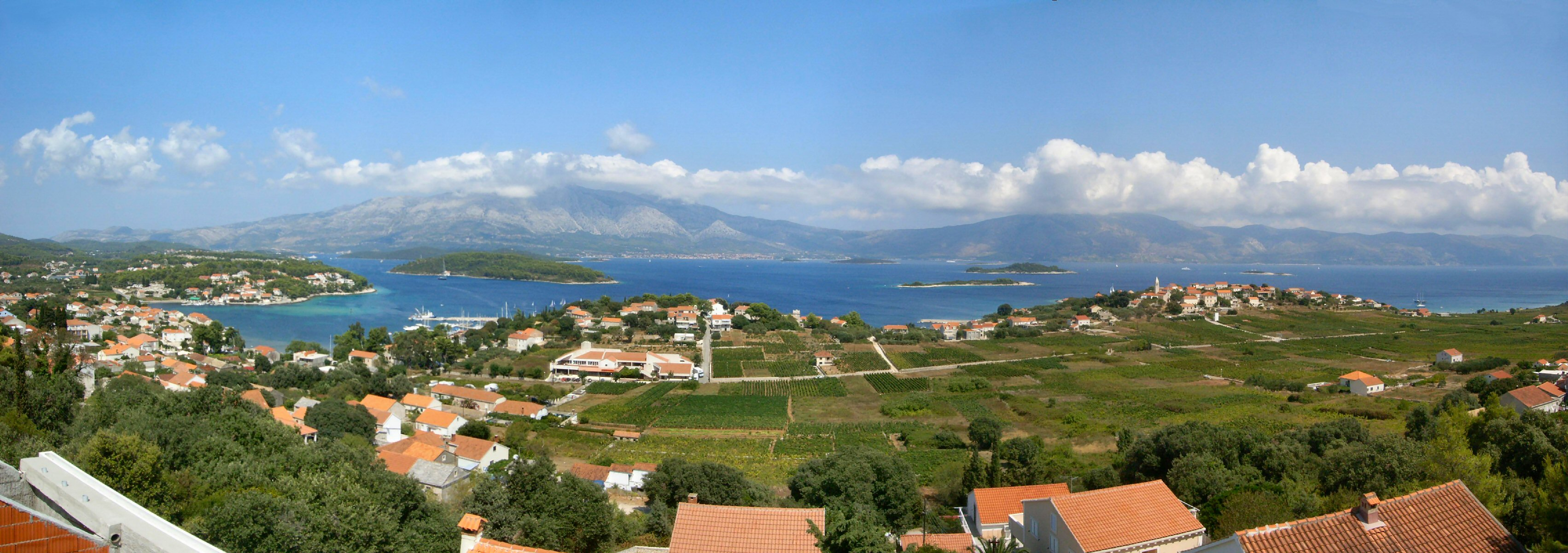
Lumbarda
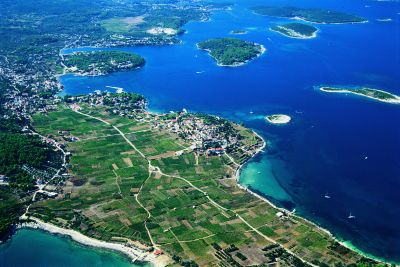
Panorama von Lumbarda
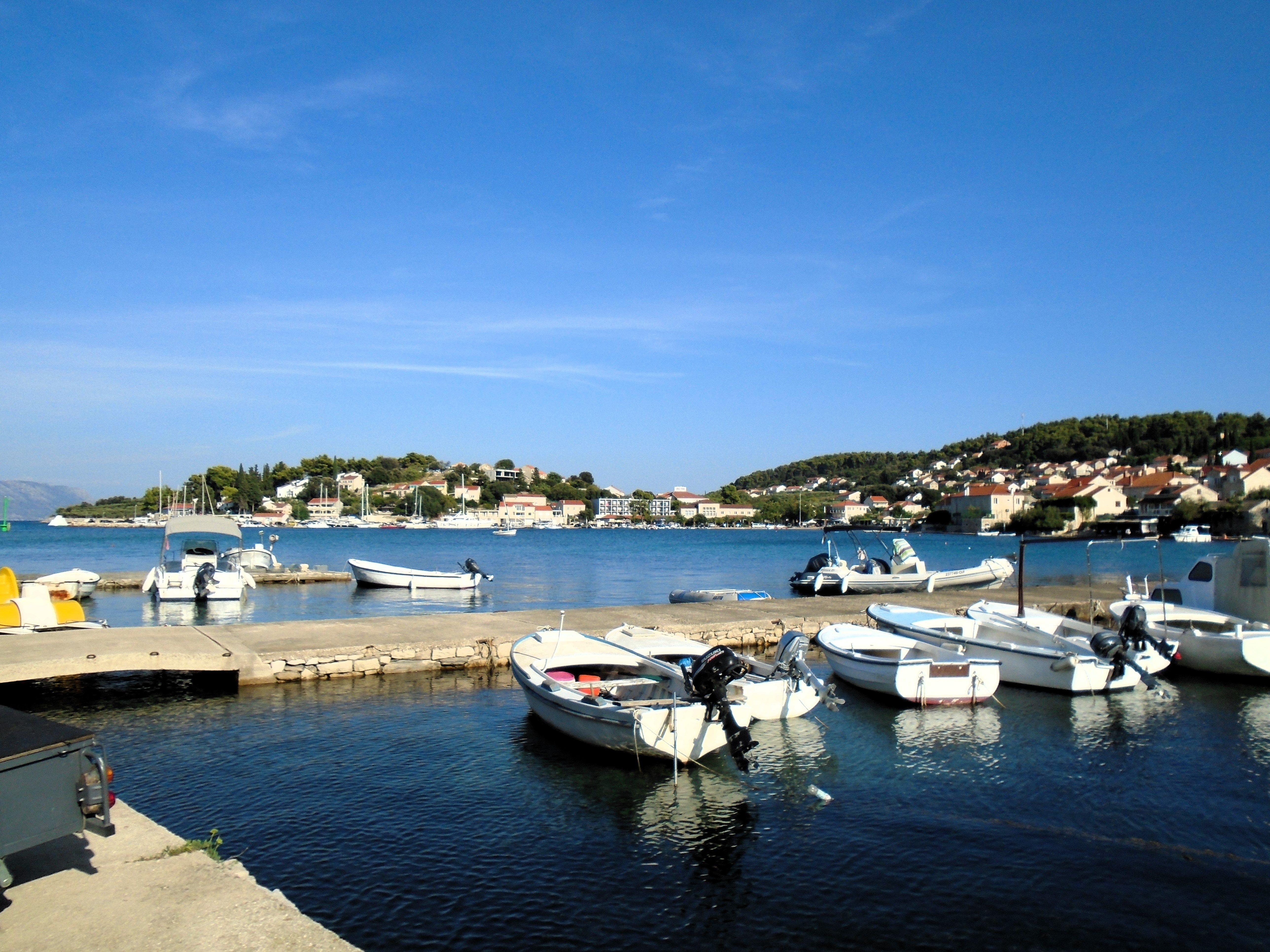
Hafen

## Persönlichkeiten
- Frano Kršinić (1897–1982), Bildhauer